# Montréal, Gers
Montréal är en kommun i departementet Gers i regionen Occitanien i sydvästra Frankrike. Kommunen ligger i kantonen Montréal som tillhör arrondissementet Condom. År 2022 hade Montréal 1 176 invånare.

## Befolkningsutveckling
Antalet invånare i kommunen Montréal
Referens:INSEE